# 争取统一希腊共产党运动
争取统一希腊共产党运动（希臘語：Κίνηση για Ενιαίο ΚΚΕ）是希腊的一个已不存在的霍查主义组织。1993年，希腊马列主义共产主义者组织与一些从苏联和其它前社会主义国家流亡归来的希腊共产党老党员和希腊人民解放军老战士以及1953年－1956年去斯大林化时期被开除出希腊共产党的希共前总书记尼科斯·扎查里阿迪斯的追随者联合建立了该组织。1996年，该组织和一些独立的斯大林主义者合并为争取1918年—1955年的希腊共产党重组运动。
该组织宣称奉行马克思列宁斯大林主义。该组织是马列主义政党和组织国际会议 (团结和斗争)的成员。